# Joyce Chen
Pour les articles homonymes, voir Chen.
Joyce Chen (née Liao Chia-ai (zh) le 14 septembre 1917 à Pékin - morte le 23 août 1994 à Lexington (Massachusetts)) était une chef cuisinier américaine d'origine chinoise, restauratrice, auteure, personnalité de télévision et entrepreneuse. Joyce Chen est reconnue pour avoir popularisé la cuisine chinoise de style nordique aux États-Unis, inventé le nom de « raviolis de Pékin », inventé et maintenu le brevet du wok à fond plat avec poignée (également connu sous le nom de poêle à sauter) et à avoir créé la première gamme de sauces chinoises en bouteille destinées au marché américain.
À partir de 1958, elle exploite plusieurs restaurants chinois populaires à Cambridge, dans le Massachusetts. Chen est décédé de la maladie d'Alzheimer en 1994 ; depuis lors, ses réalisations et son influence sur la cuisine américaine ont été honorées par le US Postal Service et la ville de Cambridge.

## Jeunesse
Née à Pékin dans une famille de haut rang en République de Chine sous Sun Yat-sen, Chen et son mari Thomas avec leurs enfants, Henry et Helen, quittent Shanghai le 6 avril 1949, alors que les communistes envahissent le pays. La famille est dans l'avant-dernier bateau à quitter Shanghai avant la fermeture du port. Chen et sa famille s'installent à Cambridge, dans le Massachusetts, le 21 avril. En 1952, son fils Stephen naît.
Dans son livre, Joyce Chen Cook Book, elle dit qu'elle a grandi avec un chef de famille qui était en partie cuisinier, « Oncle Li », devenu ambassadeur de Chine en Russie. À ce moment-là, sa mère et sa gouvernante préparent les repas de la famille. Joyce Chen apprend en les regardant faire.

## Restaurants
En 1958, Chen ouvre son premier restaurant, "Joyce Chen Restaurant", au 617 Concord Avenue à Cambridge. Selon son fils Stephen, elle est la première à proposer le buffet à volonté afin de doper les ventes les lundis et mardis, habituellement moins dynamiques. Elle utilise également le format buffet pour permettre aux clients de goûter à des plats inconnus mais authentiques au rythme de leur choix. Elle promeut une cuisine chinoise saine et refuse d'utiliser le colorant rouge no 2 et d'autres colorants alimentaires dans ses restaurants. Pour que le personnel et les clients chinois et anglophones puissent communiquer plus facilement, Chen introduit la pratique de la numérotation des éléments de menu. 
En 1962, Joyce Chen publie son livre de cuisine, le Joyce Chen Cook Book. Les éditeurs hésitent devant son insistance à imprimer les images des aliments en couleur. Elle fait donc publier le livre à ses frais. Elle en pré-vend plus de 6 000 exemplaires dans ses restaurants avant impression. Le glutamate monosodique était populaire à l'époque et figure dans la plupart des recettes. 
Chen introduit à Boston des plats du nord de la Chine (mandarin) et de Shanghai, notamment le canard de Pékin, le porc moo shu, la soupe aigre épicée et les pilons de poterie qu'elle appelle « raviolis de Pékin » ou « ravs ». Le premier restaurant ferme en 1971. Les membres de l'équipe IMP de Bolt, Beranek et Newman, lorsqu'ils travaillaient sur les premiers IMP pour créer l'ARPANET en 1969, mangent chez Chen, situé à côté de BBN,. 
Le deuxième restaurant de Joyce Chen, "The Joyce Chen Small Eating Place", ouvre ses portes en 1967 au 302 Massachusetts Avenue de Central Square, situé entre l'Université Harvard et le MIT. Stephen Chen, le fils de Joyce Chen, note également que l'ouverture de ce restaurant a modifié le paysage de la zone de Central Square à Cambridge. Jusque-là, c'était une zone de vente au détail et industrielle dominée par une usine NECCO (New England Confectionery Company). Les gens font la queue pour entrer dans le restaurant ne pouvant accueillir que 60 personnes à la fois. Selon Stephen Chen, dans ce restaurant, sa mère introduit le style nordique du dim sum et les désormais populaires « raviolis à la soupe » (shao long bao). Le restaurant est très populaire auprès des pirates informatiques. Il ferme en 1988. 
La même année, Chen joue dans sa propre émission de cuisine intitulée Joyce Chen Cooks, sur PBS. Vingt-six épisodes sont tournés sur le même plateau que The French Chef (mettant en vedette Julia Child) dans les studios de WGBH à Boston. L'émission est diffusée aux États-Unis, ainsi qu'au Royaume-Uni et en Australie. Le célèbre chef Ming Tsai déclarera plus tard : « Elle est la Julia Child chinoise [... ] Joyce Chen a aidé à élever ce qu’était la nourriture chinoise. Elle n'est pas restée muette. Elle a ouvert les yeux sur la bonne nourriture chinoise. » 
Dans un esprit d’aventure, selon son fils Stephen Chen, Joyce Chen l’emmène en 1968 avec sa fille Helen, âgée de 20 ans, pour un tour du monde. Joyce, Stephen et Helen Chen se rendent également en Chine en 1972, la même année que la première visite du président Nixon en Chine. Un documentaire PBS sur ce voyage est produit et peu de temps sa diffusion, elle et sa famille sont victimes d'une invasion de domicile par cinq intrus qui ont vu le film, selon son fils Stephen Chen. 
En 1969, Chen ouvre son troisième restaurant, un espace beaucoup plus grand pouvant accueillir 500 personnes, dans un bâtiment existant situé au 500 Memorial Drive à Cambridge. Ce restaurant profite de sa proximité avec le MIT et Harvard. Cependant, ce restaurant doit fermer en 1974 et le bâtiment est démoli pour permettre la construction des dortoirs du MIT, la New House et, plus tard, la Next House. New House est surnommé « le petit lieu de vie Joyce Chen » pendant un temps. 
En 1971, Joyce Chen lance une gamme d'ustensiles de cuisine chinois. À cette époque, elle contribue à populariser le brevet sur le wok à fond plat avec une poignée, également connue sous le nom de poêle à frire, et vend des planches à découper en polyéthylène (fabriquées au Japon par Sumitomo Bakelite). 
En 1973, Joyce Chen ouvre son quatrième restaurant dans un bâtiment moderniste conçu sur mesure au 390 Rindge Avenue, près de Fresh Pond. Ce restaurant, appelé également "Restaurant Joyce Chen" possède 263 places. Il fonctionne pendant 25 ans et ferme en 1998,. 
Joyce Chen est une hôtesse chaleureuse qui noue des relations avec de nombreux invités, dont John Kenneth Galbraith, James Beard, Julia Child, Henry Kissinger, Beverly Sills et Danny Kaye. Un ancien président de Harvard qualifie son établissement de restauration de « non seulement un restaurant, mais un centre d’échange culturel ». 

## Héritage
Chen est diagnostiquée avec la maladie d'Alzheimer en 1985, et y succombe en 1994 à Lexington, dans le Massachusetts. 
À titre posthume, en 1998, les contributions de Chen à la cuisine sont décrites dans Beard House, The Magazine of the James Beard Foundation. En septembre 2012, la ville de Cambridge organise son premier « Festival of Dumplings » à Central Square en l'honneur de l'anniversaire de Joyce Chen,. Depuis, des festivals de boulettes ont été organisés en 2013 et 2014. Une exposition de la New York Historical Society intitulée Chinese American: Exclusion / Inclusion (26 septembre 2014 - 19 avril 2015) passe en revue l'histoire des Chinois en Amérique et présente les contributions de Joyce Chen. 
Le 26 septembre 2014, l'US Postal Service émet 20 millions d'exemplaires de la série de timbres « Celebrity Chefs Forever », dans laquelle figurent les portraits de cinq chefs américains : Joyce Chen, Julia Child, James Beard, Edna Lewis et Felipe Rojas-Lombardi. Selon le service postal, « Joyce Chen est l’une des grands vulgarisatrices de la cuisine chinoise. Depuis son restaurant emblématique de la région de Boston à ses livres de cuisine et à son émission de télévision novatrice sur PBS, Chen invite à goûter à des plats inconnus d'une manière qui établit fermement la cuisine chinoise aux États-Unis. » 
Stephen Chen est président de Joyce Chen Foods, Inc., qui propose des produits inspirés des recettes de Joyce Chen, notamment des sauces asiatiques, des huiles, des condiments, des épices et des bâtons de Noël surgelés. Sa fille, Helen Chen, commercialise les produits "Helen's Asian Kitchen" pour Harold Import Company,. Helen Chen a écrit trois livres de cuisine. Son Henry Chen (décédé en 2007) était propriétaire de "Joyce Chen Unlimited", un magasin de détail situé à Acton, dans le Massachusetts, qui a fermé ses portes en mars 2008. 
De nombreux disciples de Joyce Chen possèdent et dirigent toujours des restaurants chinois de la région de Boston. Parmi eux se trouve Pui Chan au "Wok" à Wellesley, dans le Massachusetts. Chan a travaillé pour Chen à partir de 1976 à Alewife. Chan ouvre son propre restaurant avec les encouragements de Chen en 1978.